# Scirtes lepesmei
Scirtes lepesmei là một loài bọ cánh cứng trong họ Scirtidae. Loài này được Pic miêu tả khoa học năm 1942.